# 正合函子
在範疇論中，正合函子（或譯作恰當函子）是保存有限極限的函子。在阿貝爾範疇中，這就相當於保存正合序列的函子。

## 阿貝爾範疇間的正合函子
設 {\displaystyle {\mathcal {C}},{\mathcal {C}}'} 為阿貝爾範疇，{\displaystyle F:{\mathcal {C}}\to {\mathcal {C}}'} 為加法函子。若對每個正合序列
{\displaystyle \cdots \longrightarrow X_{i}\longrightarrow X_{i-1}\longrightarrow \cdots }
取 {\displaystyle F} 後得到的序列
{\displaystyle \cdots \longrightarrow F(X_{i})\longrightarrow F(X_{i-1})\longrightarrow \cdots }
仍為正合序列，則稱 {\displaystyle F} 為正合函子。
由於正合序列總能拆解為短正合序列，在定義中僅須考慮短正合序列即可。
此外，若對每個短正合序列 {\displaystyle 0\to X'\to X\to X''\to 0}，其像截去尾端零對象後 {\displaystyle 0\to F(X')\to F(X)\to F(X'')} 為正合序列，則稱 {\displaystyle F} 是左正合函子；類似地，若 {\displaystyle F(X')\to F(X)\to F(X'')\to 0} 為正合序列，則稱 {\displaystyle F} 是右正合函子。正合性等價於左正合性＋右正合性。

## 一般範疇中的正合函子
考慮一個函子 {\displaystyle F:{\mathcal {C}}\rightarrow {\mathcal {C}}'}。
- 若{\displaystyle {\mathcal {C}}}裡存在任意的有限射影極限，且{\displaystyle F}與有限射影極限交換（即：{\displaystyle F(\varprojlim _{i}X_{i}){\stackrel {\sim }{\to }}\varprojlim _{i}F(X_{i})}），則稱{\displaystyle F}為左正合。
- 若{\displaystyle {\mathcal {C}}}裡存在任意的有限歸納極限，且{\displaystyle F}與有限歸納極限交換（即：{\displaystyle \varinjlim _{i}F(X_{i}){\stackrel {\sim }{\to }}F(\varinjlim _{i}X_{i})}），則稱{\displaystyle F}為右正合。
- 若上述條件同時被滿足，則稱{\displaystyle F}為正合。

在阿貝爾範疇中，由於任意有限射影（或歸納）極限可以由核（或上核）與有限積（或上積）生成，此時的定義遂回歸到正合序列的定義。

## 例子
- 根據極限的泛性質，{\displaystyle \mathrm {Hom} (-,-)}函子無論對哪個變數都是左正合的，這是左正合函子的基本例子。
- 設{\displaystyle (F,G)}是一對伴隨函子。若{\displaystyle {\mathcal {C}}}存在任意有限歸納極限，則{\displaystyle F}右正合；若存在任意有限射影極限，{\displaystyle G}左正合。此法可建立許多函子的正合性。
- 設 {\displaystyle X} 為拓撲空間，阿貝爾群數學範疇上的整體截面函子 {\displaystyle X\mapsto F(X)} 是左正合函子。
- 設 {\displaystyle R} 為環，{\displaystyle T} 為右 {\displaystyle R}-模，則左 {\displaystyle R}-模範疇上的張量積函子 {\displaystyle T\otimes _{R}-} 是右正合函子。
- 設 {\displaystyle {\mathcal {A}},\;{\mathcal {B}}} 為兩個阿貝爾範疇，考慮函子範疇 {\displaystyle {\mathcal {B}}^{\mathcal {A}}}，固定一對象 {\displaystyle A\in {\mathcal {A}}}，對 {\displaystyle A} 的「求值」是正合函子。

## 文獻
- Masaki Kashiwara and Pierre Schapira, Categories and Sheaves, Springer. ISBN 3540279490